# کایل فریزر-الن
کایل فریزر-الن (انگلیسی: Kyle Fraser-Allen؛ زادهٔ ۱۲ فوریهٔ ۱۹۹۰) بازیکن فوتبال اهل بریتانیا است.
از باشگاه‌هایی که در آن بازی کرده‌است می‌توان به باشگاه فوتبال مکلسفیلد تاون، باشگاه فوتبال تاتنهام هاتسپر، و باشگاه فوتبال هیز و یدینگ یونایتد اشاره کرد.